# 21 avril en sport
21 mars 21 mai
Chronologies thématiques
- Croisades
- Ferroviaires
- Disney

Le 21 avril (111e jour de l'année ou 112e en cas d'année bissextile) en sport.

## Événements

### XIXesiècle
- 1895 :
  - (Football gaélique) : lors de la finale à rejouer du 7e championnat d’Irlande de Football gaélique, Dublin bat Cork.

### XXesièclede1901à1950
- 1906 :
  - (Football) : Everton FC remporte la Coupe d’Angleterre face à Newcastle UFC, 1-0.
- 1928 :
  - (Football) : Blackburn Rovers remporte la Coupe d’Angleterre face à Huddersfield Town FC, 3-1.
- 1943 :
  - (Football) : fondation du F.C Nantes, qui deviendra l'un des clubs de football les plus prestigieux du championnat de France (8 titres de champion, 3 Coupes de France).
- 1947 :
  - (Sport automobile) : au Grand Prix automobile de Rio de Janeiro, victoire du brésilien Chico Landi sur une Alfa Romeo.

### XXesièclede1951à2000
- 1985 :
  - (Sport automobile/Formule 1) : au Grand Prix automobile du Portugal qui se déroule sur le Circuit d'Estoril, victoire du brésilien Ayrton Senna sur une Lotus-Renault.

### XXIesiècle
- 2003 :
  - (Tennis) : Andre Agassi remporte le tournoi sur terre battue de Houston (É.-U.) en battant en finale Andy Roddick sur le score de 3-6, 6-3, 6-4. C'est la 58e victoire de sa carrière.
- 2007 :
  - (Football) : l'Olympique lyonnais remporte un 7ème titre consécutif de Champion de France de football de Ligue 1, ce qui constitue un record national et européen pour un championnat majeur du continent[1]. De plus Lyon établit un record de précocité en étant sacré à 5 journées de la fin, et creuse un écart record de 17 pts avec son dauphin lors de cette saison 2006-07.
- 2013
  - (Cyclisme) : victoire de l'irlandais Daniel Martin sur la course Liège-Bastogne-Liège.
  - (Sport automobile/Formule 1) : au Grand Prix automobile de Bahreïn, qui s'est déroulé sur le Circuit international de Sakhir, victoire de l'allemand Sebastian Vettel sur une Red Bull-Renault, le finlandais Kimi Räikkönen est second et le franco-suisse Romain Grosjean monte sur la 3e marche du podium.
  - (Tennis) : en s'imposant en finale du Masters de Monte-Carlo face à l'Espagnol Rafael Nadal (6-2, 7-6 (7/1)), le serbe Novak Djokovic met fin au règne du tenant du titre.
- 2014 :
  - (Football) : le FC Zurich bat le FC Bâle 2-0 après prolongation grâce à un doublé de Mario Gavranović et remporte la Coupe de Suisse.
- 2016 :
  - (Judo /Championnats d'Europe) : début de la 30e édition des Championnats d'Europe de judo qui se déroulent à Kazan en Russie jusqu'au 24 avril 2016. Chez les femmes, dans la catégorie des -48 kg, victoire de la Belge Charline Van Snick, sur la -52 kg, victoire de la Kosovare Majlinda Kelmendi, sur la -57 kg, victoire de la Française Automne Pavia. Chez les hommes, dans la catégorie des -60 kg, victoire du Français Walide Khyar et sur la -66 kg, victoire du Géorgien Vazha Margvelashvili.
  - (Olympisme /JO 2016) : La flamme des Jeux Olympiques de Rio de Janeiro 2016 qui se dérouleront du 5 au 21 août est allumée, selon le rituel traditionnel, sur le site grec d'Olympie, berceau des Jeux de l'Antiquité et point de départ du relais à travers la Grèce et trois cents villes brésiliennes. Le relais arrivera au Maracana le 5 août, lors de la cérémonie d'ouverture.

## Naissances

### XIXesiècle
- 1862 :
  - John Borland Thayer, joueur de cricket américain. († 15 avril 1912).
- 1885 :
  - Harry Hampton, footballeur anglais. (4 sélections en équipe nationale). († 15 mars 1963).

### XXesièclede1901à1950
- 1914 :
  - Jean Goujon, cycliste sur piste et sur piste français. Champion olympique de la poursuite par équipes aux Jeux de Berlin 1936. († 26 avril 1991).
- 1920 :
  - Erik Jørgensen, athlète de demi-fond danois. († 9 juin 2005).
- 1936 :
  - Reggie Fleming, hockeyeur sur glace canadien. († 11 juillet 2009).
- 1940 :
  - Jacques Caron, hockeyeur sur glace canadien.
- 1950 :
  - Michel Rougerie, pilote de moto français. (3 victoires en Grand Prix). († 31 mai 1981).

### XXesièclede1951à2000
- 1951 :
  - Jan Huisjes, coureur cycliste néerlandais.
- 1953 :
  - Johnny Perkins, joueur de foot U.S. américain. († 28 avril 2007).
- 1955 :
  - Olaf Manthey, pilote de course automobile d'endurance allemand.
- 1956 :
  - Doug Soetaert, hockeyeur sur glace canadien.
- 1957 :
  - Jesse Orosco, joueur de baseball américain.
- 1959 :
  - Lilian Bryner, pilote de course automobile d'endurance et de tourisme suisse.
- 1960 :
  - Michel Goulet, hockeyeur sur glace canadien.
- 1962 :
  - Ronnie Smith, basketteur français. (20 sélections en équipe de France). († 17 décembre 2011).
- 1963 :
  - Ken Caminiti, joueur de baseball américain. († 10 octobre 2004).
  - Jens Petersen, pilote de course automobile allemand.
- 1964 :
  - Alex Baumann, nageur canadien. Champion olympique du 200 m 4 nages et du 400 m 4 nages aux Jeux de Los Angeles 1984.
- 1965 :
  - Ed Belfour, hockeyeur sur glace canadien. Champion olympique aux Jeux de Salt Lake City 2002.
  - Thomas Helmer, footballeur allemand. Champion d'Europe de football 1996. Vainqueur de la Coupe UEFA 1996. (68 sélections en équipe nationale).
- 1966 :
  - Andy Halter, footballeur suisse. (9 sélections en équipe nationale).
- 1971 :
  - Omar Hasan, joueur de rugby argentin. Vainqueur de la Coupe d'Europe de rugby à XV 2005. (64 sélections en équipe nationale).
- 1972 :
  - Gwendal Peizerat, patineur artistique français. Médaillé de bronze de danse sur glace aux Jeux de Nagano 1998 puis champion olympique de danse sur glace aux Jeux de Salt Lake City 2002. Champion du monde de patinage artistique de danse sur glace 2000. Champion d'Europe de patinage artistique de danse sur glace 2000 et 2002
- 1974 :
  - Yekaterina Grigoryeva, athlète de sprint russe. Championne d'Europe d'athlétisme du relais 4 × 100 m 2006.
- 1977 :
  - Jamie Salé, patineuse artistique de couple canadien. Championne olympique en couple aux Jeux de Salt Lake City 2002. Championne du monde de patinage artistique en couple 2001.
- 1978 :
  - Tanguy de La Forest, tireur handisport français. Médaillé d'argent de la carabine à 10 m air comprimé debout SH2 aux Jeux de Paris 2024.
- 1979 :
  - Anne Andrieux, volleyeuse française. (80 sélections en équipe de France).
  - Raphaëlle Tervel, handballeuse puis entraîneuse française. Championne du monde de handball 2003. Médaillée d'argent au Championnat du monde de handball féminin 2009 et 2011. Médaillée de bronze au Championnat d'Europe de handball féminin 2002 et 2006. Victorieuse de la Coupe d'Europe des vainqueurs de coupe 2003. (249 sélections en équipe de France).
- 1980 :
  - Vincent Lecavalier, hockeyeur sur glace canadien.
- 1981 :
  - Wissem Hmam, handballeur tunisien. Champion d'Afrique des nations de handball 2002, 2006, 2010 et 2012. Vainqueur de la Coupe d'Afrique des vainqueurs de coupe 2003. (234 sélections en équipe nationale).
- 1983 :
  - Paweł Brożek, footballeur polonais. (36 sélections en équipe nationale).
  - Julie Anne Page, basketteuse britannique.
- 1985 :
  - Julien Tomas, joueur de rugby français. (3 sélections en équipe de France).
- 1986 :
  - Will Daniels, basketteur américain.
  - Dickson Nwakaeme, footballeur nigérian.
  - Isabelle Yacoubou, basketteuse franco-béninoise. Médaillée d'argent aux Jeux de Londres 2012. Championne d'Europe de basket-ball 2009, médaillée de bronze au CE de basket-ball féminin 2011 puis médaillée d'argent au CE de basket-ball féminin 2013 et 2015. Victorieuse de l'Euroligue 2012. (126 sélections en équipe de France).
- 1990 :
  - Emad Hamed Nour, athlète de demi-fond saoudien. Champion d'Asie d'athlétisme du  1500m 2013.
  - Ali M'Madi, footballeur franco-comorien. (28 sélections avec l'Équipe des Comores).
- 1991 :
  - Ricky Brabec, pilote de moto et de rallye-raid américain.
  - Max Chilton, pilote de F1 britannique.
  - Hacı Əliyev, lutteur de libre azerbaïdjanais. Champion du monde de lutte des -61 kg 2014 et 2015. Champion d'Europe de lutte des -61 kg 2014.
  - Sabīne Niedola, basketteuse lettone.
- 1992 :
  - Isco, footballeur espagnol. Vainqueur des Ligue des champions 2014, 2016 et 2017. (19 sélections en équipe nationale).
- 1994 :
  - Ludwig Augustinsson, footballeur suédois.
- 1996 : 
  - Iván Arboleda, footballeur colombien. (1 sélection en équipe de Colombie)
  - Luka Čotar, coureur cycliste slovène.
  - Maxime De Poorter, coureur cycliste belge.
  - Amy Harrison, footballeuse australienne.
  - Rachel Honderich, joueuse de badminton canadienne.
  - Marko Mihojević, footballeur bosnien. (3 sélections en équipe de Bosnie-Herzégovine)
  - Esmee Vermeulen, nageuse néerlandaise.
- 1997 :
  - Sami Douchet, handballeur franco-algérien. (11 sélections avec l'équipe d'Algérie).
  - Matteo Pessina, footballeur italien. (8 sélections en équipe nationale).
- 1998 :
  - Jarrett Allen, basketteur américain.
  - Lasha Jaiani, joueur de rugby à XV géorgien. (16 sélections en équipe nationale).
  - Jérémy Le Douaron, footballeur français.
- 1999 :
  - Katrin Klujber, handballeuse hongroise. (65 sélections en équipe nationale).
  - Peter Reinhardsen, footballeur norvégien.
- 2000 :
  - Alex Cochrane, footballeur anglais.

### XXIesiècle
- 2001 :
  - Borisav Burmaz, footballeur serbe.
  - Léa Curinier, cycliste sur route et de cyclo-cross française.
- 2002 :
  - Alexander Briedl, footballeur autrichien.
  - Ranya Senhaji, footballeuse internationale marocaine.
  - Aljoša Vasić, footballeur serbe.

## Décès

### XIXesiècle
- 1895 :
  - Fred Dewhurst, 31 ans, footballeur anglais. (9 sélections en équipe nationale). (° 16 décembre 1863).
- 1900 :
  - Francis Marindin, 61 ans, footballeur puis arbitre et dirigeant sportif anglais. Président de la FAF de 1874 à 1879. (° 1er mai 1838).

### XXesièclede1901à1950
- 1941 :
  - Fritz Manteuffel, 66 ans, gymnaste allemand. Champion olympique des barres parallèles par équipes et des barres fixes par équipes aux Jeux d'Athènes 1896. (° 11 janvier 1875).
- 1956 :
  - Philippe Struxiano, 65 ans, joueur rugby à XV français. (7 sélections en équipe de France). (° 11 mars 1891).

### XXesièclede1951à2000
- 1968 :
  - Albert Schaff, 83 ans, footballeur français. (1 sélection en équipe de France). (° 8 avril 1985).
- 1980 :
  - Omar Sahnoun, 24 ans, footballeur français. (6 sélections en équipe de France). (° 18 août 1955).
- 1983 :
  - Édouard Bader, 83 ans, joueur de rugby à XV Français. Médaillé d'argent aux Jeux d'Anvers 1920. (3 sélections en équipe de France). (° 26 juillet 1899).

### XXIesiècle
- 2005 :
  - Feroze Khan, 100 ans, hockeyeur sur gazon indien puis pakistanais. Champion olympique avec l'Inde aux Jeux d'Amsterdam 1928. (° 9 septembre 1904).
- 2006 :
  - Telê Santana, 74 ans, footballeur puis entraîneur brésilien. (° 23 juin 1931).
- 2007 :
  - Jules Sbroglia, 77 ans, footballeur puis entraîneur français. (° 10 juillet 1929).
- 2010 :
  - Juan Antonio Samaranch, 89 ans, homme politique et responsable sportif espagnol. Président du CIO de 1980 à 2001. (° 17 juillet 1920).
- 2015 :
  - Sergueï Mikhaliov, 67 ans, hockeyeur sur glace puis entraîneur soviétique puis russe. († 5 octobre 1947).